# تيلبروك (كامبريدجشير)
تيلبروك (بالإنجليزية: Tilbrook)‏ هي قرية و أبرشية مدنية تقع في المملكة المتحدة في إنجلترا. يقدر عدد سكانها بـ 83 نسمة .